# Mandobass
Il mandobass è il membro più grande (e meno comune) della famiglia dei mandolini, a volte usato come basso nelle orchestre di mandolini. Date le sue dimensioni, solitamente viene mantenuto su una punta appoggiata sul pavimento anziché essere imbracciato. La lunghezza della scala del manico, sul mandobass a grandezza naturale, è di circa 110 cm (43 pollici). Lo strumento è per il resto abbastanza simile ai membri più piccoli e acuti della famiglia dei mandolini, presentando un manico con tasti, una paletta con accordatori meccanici e un grande corpo risonante, non sempre però, a forma degli altri.

## Varianti

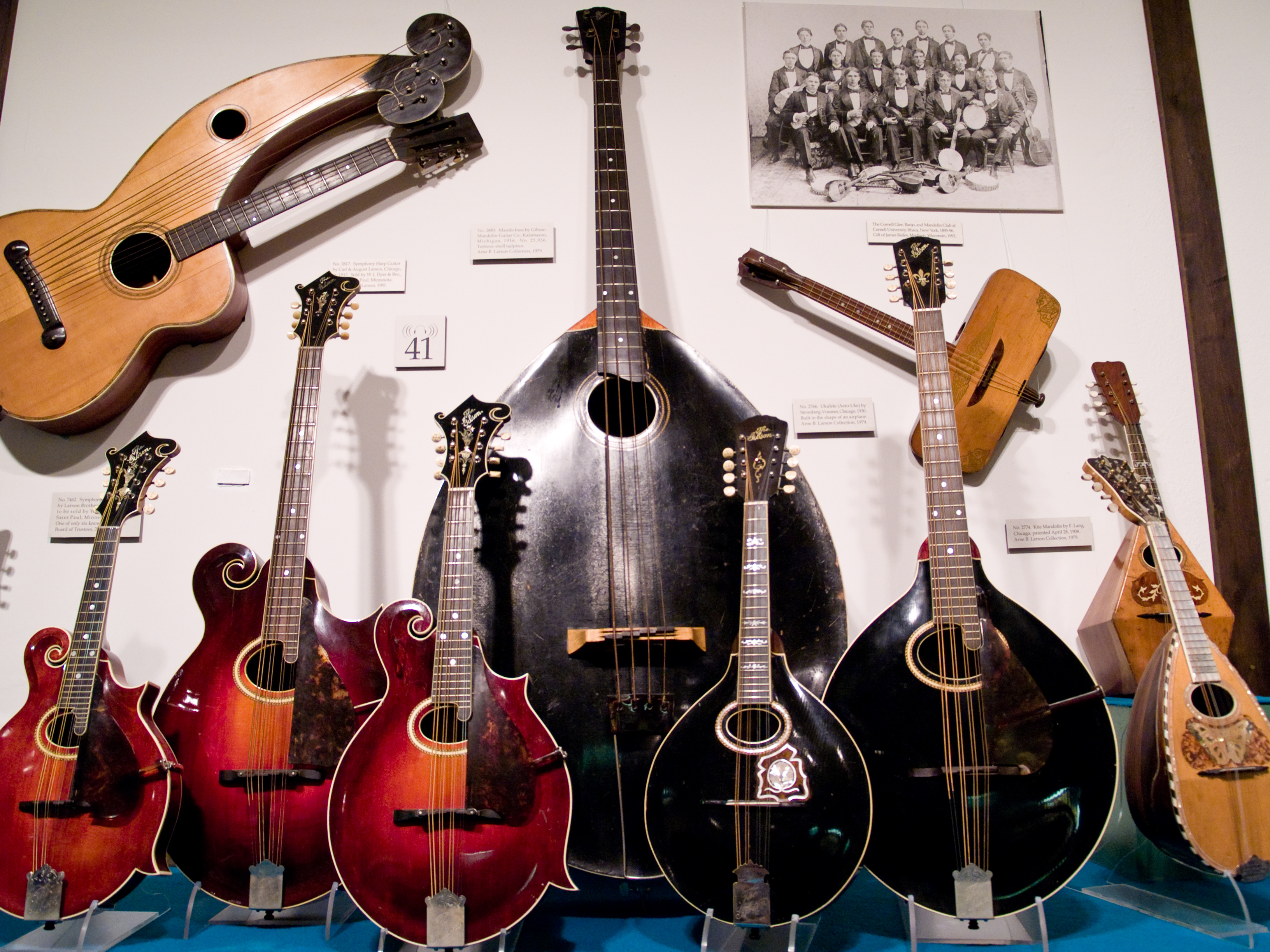
Una Gibson Mandobass (al centro, in seconda fila), per il confronto delle dimensioni

Vi sono tre principali varianti del mandobass:
- Il mandobass "grande" a quattro corde ha un manico molto lungo ed è accordato EADG (mi-la-re-sol), come un contrabbasso. I primi avevano corpi molto grandi e venivano spesso suonati in posizione verticale come un contrabbasso.[1] I successivi hanno spesso corpi più piccoli e sono pensati per essere suonati come una chitarra.[2]
- Il mandobass "piccolo" a quattro corde è simile, ma costruito su scala più piccola ed è solitamente accordato GDAE (sol-re-la-mi), due ottave sotto il mandolino, o CGDA (do-sol-re-la), due ottave sotto la mandola. Sebbene non abbia la stessa risonanza come lo strumento più grande, i musicisti spesso lo preferivano in quanto più facile da maneggiare e più portatile.[2][3]
- Il mandobass ad otto corde, o "tremolo-bass", piuttosto raro, è costruito esattamente come un mandolino ma è molto più grande ed è accordato: GDAE (sol-re-la-mi), due ottave più in basso del mandolino, o CGDA (do-sol-re-la), due ottave sotto la mandola.[4][5]

## Accordatura ed esecuzione
Come notato in precedenza, sono state utilizzate diverse accordature per il mandobass, a seconda dello stile e delle dimensioni del singolo strumento, delle preferenze del musicista e dei requisiti della musica e del brano da eseguire. L'accordatura sullo strumento a 4 corde di dimensioni standard era comunemente in quarti ed era identica al contrabbasso orchestrale: E1 A1 D2 G2. Questa accordatura era preferita sia in America che in Europa. Gli strumenti più piccoli e di scala più corta erano generalmente accordati in quinte, due ottave sotto il mandolino: G1, D2 A2 E3. In Europa, in particolare, questa accordatura era alle volte preferita anche per lo strumento più grande.
La versione ad otto corde sembrerebbe essere sempre stata accordata per quinte, due ottave sotto il mandolino: G1 D2 A2 E3 o due ottave sotto la mandola: C1, G1, D2 A2. Non ci sono molte informazioni su quanto fosse comune questa accordatura o in quali circostanze venisse utilizzata
Data la scala del manico e la presenza dei tasti, la "sensazione" della mano sinistra, può essere equiparabile a quella di un moderno basso elettrico
Come per le accordature anche i metodi di esecuzione con la mano destra potevano variare. Le fotografie dello strumento durante l'esecuzione mostrano alcuni musicisti che usano una tecnica tradizionale, del mandolino, con un plettro. Altri, invece, suonano lo strumento con le dita, come pizzicato sul contrabbasso. Il tremolo è possibile con entrambi i metodi di esecuzione.